# Siły Zbrojne Republiki Białorusi

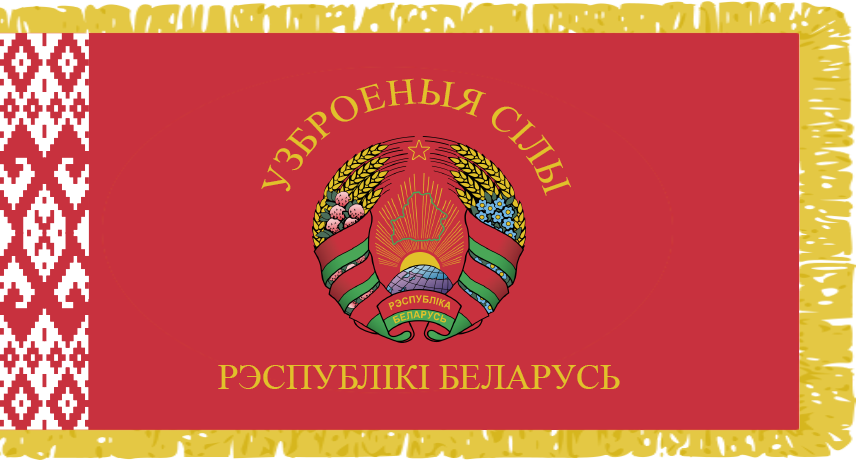
Sztandar Sił Zbrojnych Republiki Białorusi

Siły Zbrojne Republiki Białorusi (ros. Вооружённые силы Республики Беларусь; biał. Узброеныя Сілы Республікі Беларусь) – siły i środki wydzielone przez Republikę Białorusi do zabezpieczenia własnych interesów i prowadzenia walki zbrojnej zarówno na jej terytorium oraz poza nim. Nadzorem i zadaniowaniem SZ RB zajmuje się Ministerstwo Obrony Republiki Białorusi. SZ RB powstały z rozformowanego Białoruskiego Okręgu Wojskowego Sił Zbrojnych ZSRR.
Według rankingu Global Firepower (2021) białoruskie siły zbrojne stanowią 50. siłę militarną na świecie, z rocznym budżetem na cele obronne w wysokości 775 mln dolarów (USD).

## Struktura
Siły Zbrojne Republiki Białorusi składają się z poniższych rodzajów sił zbrojnych:
- Wojska Lądowe Republiki Białorusi,
- Siły Powietrzne i Wojska Obrony Przeciwlotniczej Republiki Białorusi
- Siły Specjalnych Operacji Sił Zbrojnych Republiki Białorusi (specnaz).
- Wojska Obrony terytorialnej Republiki Białorusi

Emblemat Wojsk Lądowych Republiki Białorusi
Emblemat Sił Powietrznych i Wojska Obrony Przeciwlotniczej Republiki Białorusi
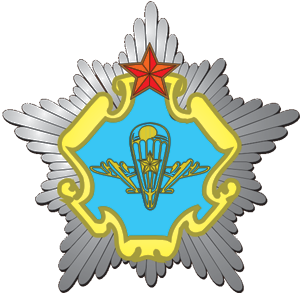
Emblemat Sił Specjalnych Operacji Sił Zbrojnych Republiki Białorusi
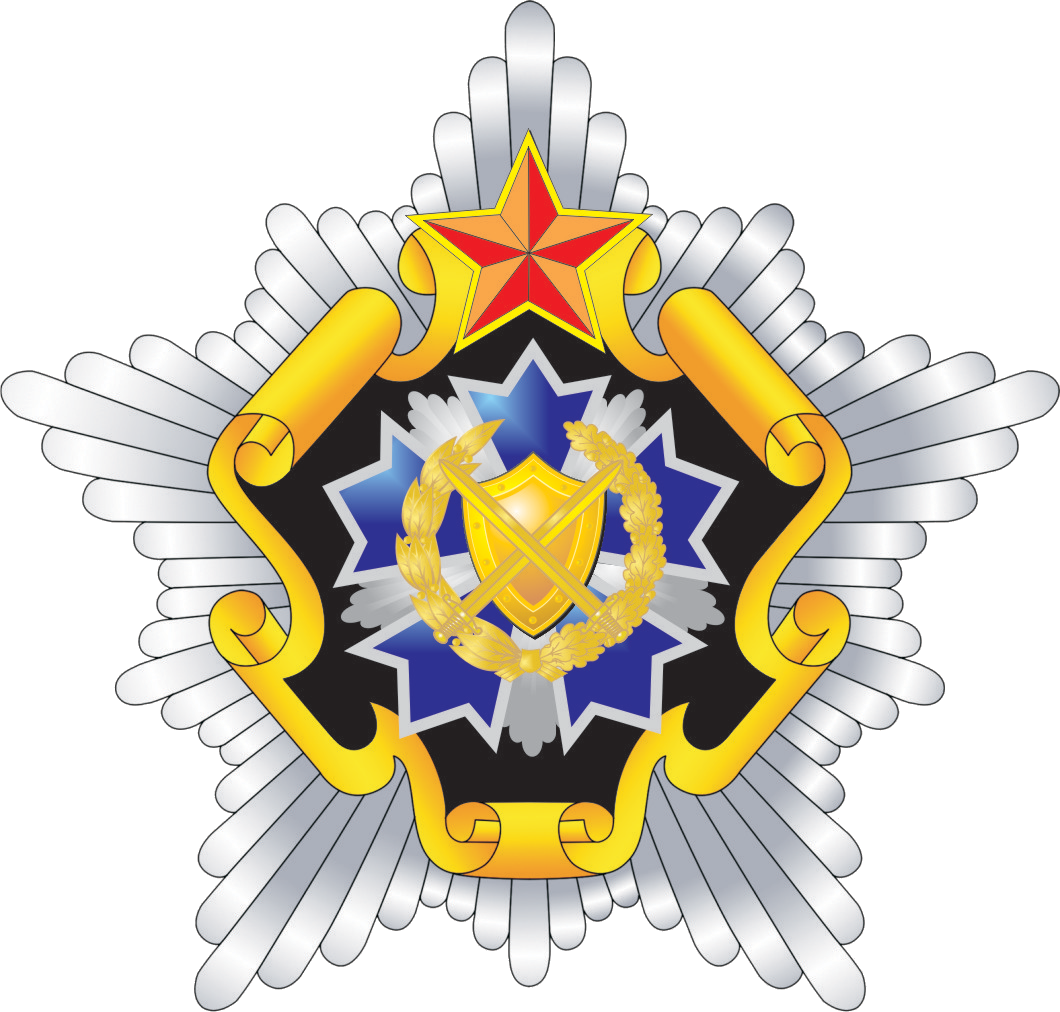
Emblemat Wojsk Obrony Terytorialnej Republiki Białorusi
Emblemat Ministerstwa Obrony Republiki Białorusi
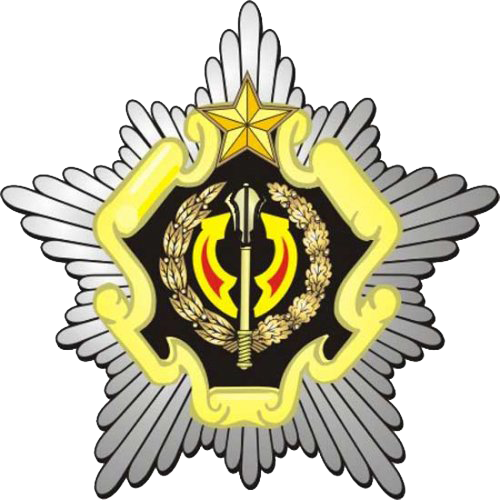
Emblemat Sztabu Generalnego Sił Zbrojnych Republiki Białorusi

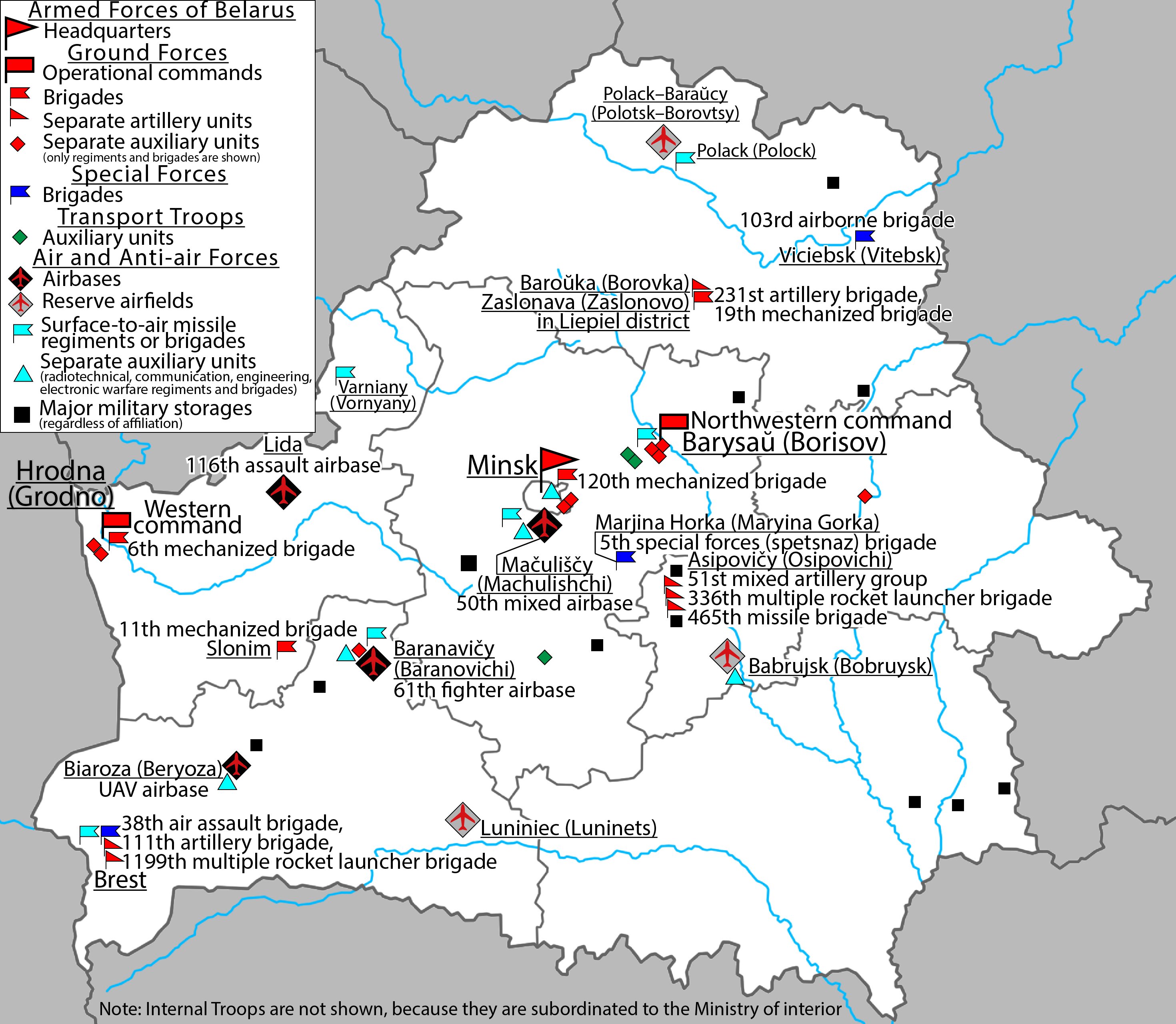

## Liczebność
W 2007 roku w SZ RB służyło 72940 żołnierzy. w 2012 r. w SZ RB pracuje 62000 osób (w tym służbę pełni 48000). Służba wojskowa jest obowiązkowa i wynosi 12 miesięcy (dla poborowych z wyższym wykształceniem) lub 18 miesięcy (dla poborowych bez wyższego wykształcenia). Szczegółowa liczebność przedstawiała się dla 2007 r. następująco:
- w wojskach lądowych – 29 600
- w siłach powietrznych i obrony powietrznej – 18 170
- w sztabach, Ministerstwie Obrony, ośrodkach szkoleniowych, wojskach wewnętrznych MWD RB – 25 170[4].

Wojska białoruskie w 2021 roku liczyły 45,5 tys. żołnierzy zawodowych oraz 290 tys. rezerwistów.

## Uzbrojenie

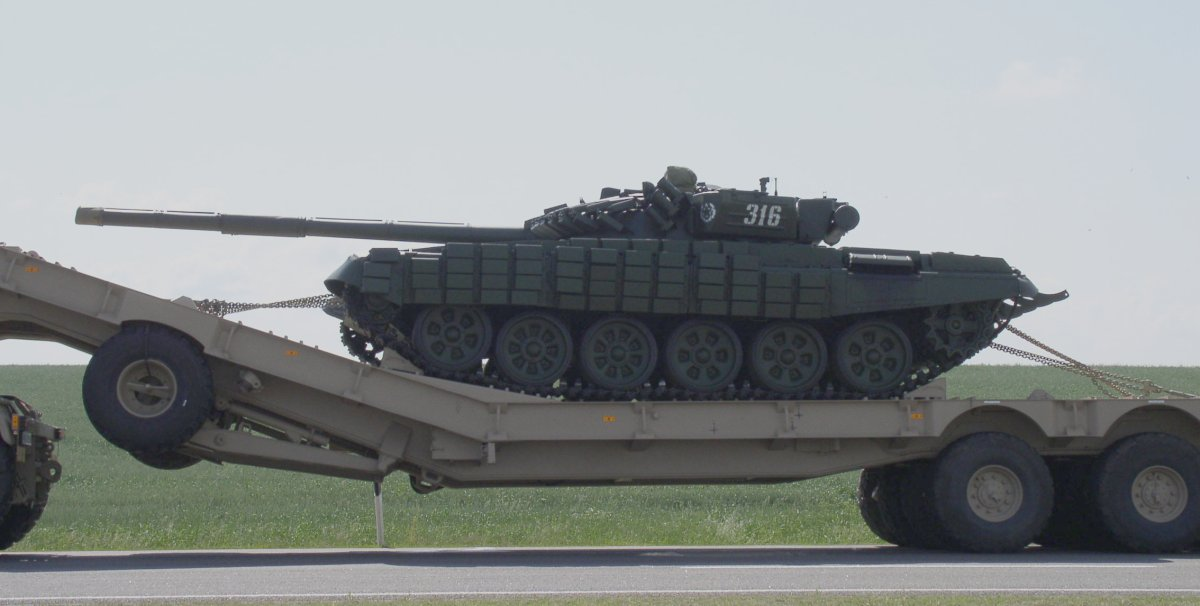
Transport białoruskiego czołgu T-72.

Sprzęt posiadany przez wojsko białoruskie jest w znacznej większości produkcji radzieckiej bądź rosyjskiej, część sprzętu jest z ChRL. W posiadaniu wojsk lądowych znajdują się m.in. czołgi T-72 i T-80, pojazdy BMP-1, BMP-2, BTR-60, BTR-70 i BTR-80, wyrzutnie rakiet BM-21 Grad, BM-30 Smiercz, oraz „Polonez”,samobieżną haubicoarmatę 2S3 Akacja, samobieżną haubicę 2S1 Goździk.
W posiadaniu Sił Powietrznych RB znajdują się m.in. MiG-29, Su-27, Su-25, An-24, An-26, Ił-76 oraz Mi-24.